# Зотінська сільська рада (Петуховський район)
Зо́тінська сільська рада (рос. Зотинский сельский совет) — сільське поселення у складі Петуховського району Курганської області Росії.
Адміністративний центр — село Зотіно.
Населення сільського поселення становить 390 осіб (2017; 483 у 2010, 624 у 2002).

## Склад
До складу сільського поселення входять:
| Населений пункт      | Населення, осіб (2002) | Населення, осіб (2010) |
| -------------------- | ---------------------- | ---------------------- |
| Горбунешне, присілок | 158                    | 103                    |
| Зотіно, село         | 466                    | 380                    |